# Pokémon the Movie: Tớ chọn cậu
Pokémon the Movie: Tớ chọn cậu là một bộ phim phiêu lưu hoạt hình Nhật Bản năm 2017 và là bộ phim thứ 20 trong loạt phim hoạt hình Pokémon do Satoshi Tajiri tạo ra và được sản xuất bởi OLM. Được chuyển thể lỏng lẻo từ tập phim đầu tiên cùng tên của loạt anime truyền hình, phim được đạo diễn bởi Kunihiko Yuyama và được viết kịch bản bởi Shoji Yonemura. Bộ phim có sự tham gia lồng tiếng bởi Rica Matsumoto, Ikue Ōtani, Unshō Ishizuka, Megumi Hayashibara, Shin-ichiro Miki, Inuko Inuyama, Kanata Hongō, Shiori Sato, và Ryōta Ōsaka. Lấy bối cảnh là một dòng thời gian thay thế, bộ phim kể về hành trình của Nhà Huấn luyện Pokémon Satoshi và bạn bè của anh, Pikachu, Makoto và Souji, khi họ tìm cách gặp Pokémon huyền thoại Ho-Oh tại đỉnh núi Tensei.
Pokémon the Movie: Tớ chọn cậu được công chiếu tại Japan Expo ở Pháp vào ngày 6 tháng 7 năm 2017 và sau đó được phát hành tại Nhật Bản vào ngày 15 tháng 7 và Việt Nam từ 10 tháng 11 năm 2017. Việc phát hành trùng với thời điểm kỷ niệm 20 năm của bộ anime. Bộ phim đã thu về 37,6 triệu đô la trên toàn thế giới và 3,31 tỷ Yên tại Nhật Bản và nhận được nhiều ý kiến trái chiều từ các nhà phê bình.

## Nội dung
Satoshi thức dậy muộn vào một buổi sáng sau khi  đồng hồ báo thức bị hỏng trong giấc ngủ. Cuối cùng cậu ta cũng đến được phòng thí nghiệm của Giáo sư Yukinari Ohkido, nhưng được thông báo rằng ba Pokémon khởi đầu (Fushigidane, Zenigame, và Hitokage) đã được các Nhà huấn luyện đến đúng giờ nhận. Tuy nhiên, Ohkido tiết lộ rằng ông còn một Pokémon nữa, hệ Điện có tên là Pikachu. Bất chấp tính cách hay thay đổi và nóng nảy, cũng như việc nó từ chối vào bên trong bóng chứa Poké, Satoshi vẫn vui vẻ nhận Pikachu vào cuộc hành trình của mình.
Bên ngoài Thị trấn Masara, Satoshi gặp một Poppo. Khi Pikachu từ chối chiến đấu, Satoshi đã ném một tảng đá vào Poppo, nhưng nó lại trúng vào một con Onisuzume khiến nó tức giận và coi Pikachu là thủ phạm. Ngay sau đó, nhiều Onisuzume xuất hiện buộc Satoshi và Pikachu phải chạy trốn. Bị thương và mệt mỏi, Satoshi bảo Pikachu vào trong bóng chứa Poké, nhưng nó lại từ chối. Thay vào đó, Pikachu bảo vệ Satoshi khỏi Spearow bằng cách tung chiêu Điện 100 nghìn Vôn lớn khiến chúng sợ hãi. Khi cơn bão kết thúc, Ho-Oh bay lên trên và rơi xuống một chiếc lông có tên là Lông vũ bảy màu. Satoshi và Pikachu quyết định đi tìm Pokémon huyền thoại.
Sau khi nghe tin Pokémon huyền thoại Entei đang ở gần đó, Satoshi và một số nhà huấn luyện viên khác lao vào rừng để tìm kiếm nó. Satoshi tìm thấy Entei, nhưng cuối cùng phải chiến đấu để giành lấy nó với một nhà huấn luyện khác tên là Makoto và một Giáo sư Pokémon trẻ tuổi đầy tham vọng tên là Souji. Khi Entei trốn thoát, Satoshi và Makoto xảy ra tranh cãi và Souji rời đi, nói với họ rằng họ cần sớm tìm nơi trú ẩn. Khi họ tìm kiếm nơi trú ẩn, Satoshi và Makoto tìm thấy một Hitokage mà họ nhanh chóng biết được nó thuộc về một nhà huấn luyện tàn nhẫn tên là Cross, người đã bỏ nó ra ngoài trời mưa.
Cross từ chối đưa Hitokage trở lại, cho rằng nó yếu ớt, Satoshi và Makoto buộc phải kiếm nơi trú ẩn cho nó. Họ đi qua một hang động nơi Souji tình cờ đến và giúp Hitokage hồi phục sức khỏe. Souji tiết lộ rằng Ho-Oh chỉ trao Lông vũ bảy màu cho "anh hùng cầu vồng", người được xác định chiến đấu cùng nó, khi một Pokémon bóng tối tên là Marshadow theo dõi. Sáng hôm sau, Satoshi thuyết phục Hitokage tham gia cùng họ. Cả nhóm đi theo Lông vũ bảy màu, hướng dẫn họ đến Dãy núi Tensei, để gặp Ho-Oh. Hitokage tiến hóa thành Lizardo. Makoto nhìn thấy Suicune ở một hồ nước gần đó. Cross trở lại và thách thức Lizardo của Satoshi bằng Gaogaen của anh ta. Lizardo bị đánh bại một cách dã man, khiến Satoshi rất đau buồn.
Thất vọng sau trận thua của mình, Satoshi công khai thừa nhận rằng cậu có thể đã thắng với Pikachu và sau đó nói rằng cậu ước rằng mình có Fushigidane hoặc Zenigame. Một mình trong rừng, Marshadow đặt Satoshi vào trạng thái như đang ngủ trong khi Lông vũ bảy màu chuyển sang bóng tối. Satoshi đã có một ước mơ là không có Pokémon nào tồn tại và cậu học ở trường bình thường cùng với Makoto và Souji. Nhận ra điều gì đó còn thiếu, cậu nhớ Pikachu và thức dậy với bạn bè của mình, và bộ lông đã lấy lại được màu sắc của nó. Họ nhìn thấy Raikou sau khi Satoshi thả Butterfree của mình. Cả nhóm nhận ra họ đang đến gần khi bộ lông bắt đầu phát sáng theo hướng Núi Tensei.
Trên đỉnh núi, cả nhóm đến được một cấu trúc giống như pha lê có tên Đá bảy màu, nhưng bị Cross cản trở, người muốn tự mình chiến đấu với Ho-Oh, họ cũng đã nhìn thấy Ho-Oh nhưng không nhận được  bộ lông. Gaogaen của Cross chiến đấu với Lizardo của Satoshi, sau đó nhanh chóng tiến hóa thành Lizardon và đánh bại Gaogaen. Cross, từ chối chấp nhận thua cuộc, nắm lấy cánh và đặt nó trên viên pha lê, nhưng do cậu ta có trái tim ác độc, nó trở nên đen tối, khiến Marshadow, một đặc vụ của Ho-Oh, biến Pokémon địa phương thành ác quỷ và tấn công Satoshi và bạn bè của anh ta. Các nhà huấn luyện viên sau đó chống trả, nhưng bị choáng ngợp bởi mức độ nghiêm trọng của tình hình. Satoshi cuối cùng đã rút một con Pikachu bị suy yếu nghiêm trọng vào bóng chứa Poké của nó khi Pokémon bị tẩy não tấn công Satoshi, và cậu bắt đầu ngất đi khi Marshadow nhận thấy Lông vũ bảy màu đã tan rã. Sự tuyệt vọng và nỗi buồn của Pikachu mạnh đến mức nó phóng ra một đòn Điện 100 nghìn Vôn khổng lồ và tàn khốc đánh vào Marshadow và những Pokémon khác bị tẩy não, giải phóng Pokémon khỏi sự thối nát của Lông vũ bảy màu. Sau cùng, Pikachu tiếp tục khóc bên nhà huấn luyện và người bạn thân nhất của nó.
Satoshi thấy mình ở một chiều không gian thay thế, nhưng được đưa trở lại. Satoshi lấy Lông vũ bảy màu mới hình thành và đặt nó vào cấu trúc tinh thể. Ho-Oh đến, chữa trị cho mọi người và Satoshi và Pikachu thách đấu với Ho-Oh, nhưng kết quả không bao giờ được tiết lộ. Cross để lại những điều tốt đẹp và cuối cùng Makoto và Souji tạm biệt Satoshi để đạt được ước mơ của riêng mình.
Cuối phim, tất cả những người bạn đồng hành của Satoshi từ Kanto đến Kalos đều xuất hiện. Makoto được cho là đang trở về quê hương của cô ấy. Souji và Lucario của cậu ấy, phát hiện ra một Freezer mà anh ấy muốn học. Cross được nhìn thấy đang đi du lịch yên bình với Pokémon của mình. Satoshi và Pikachu đi du lịch một mình trong khi bị Băng Hỏa Tiễn theo đuổi. Bộ phim kết thúc khi Ho-Oh thả một Lông vũ bảy màu bay ngang qua bầu trời.

## Lồng tiếng
| Nhân vật (Tên tiếng Anh)    | Diễn viên lồng tiếng | Diễn viên lồng tiếng    | Diễn viên lồng tiếng |
| Nhân vật (Tên tiếng Anh)    | Tiếng Nhật           | Tiếng Anh               | Tiếng Việt           |
| --------------------------- | -------------------- | ----------------------- | -------------------- |
| Satoshi (Ash Ketchum)       | Rica Matsumoto       | Sarah Natochenny        | Hoàng Khuyết         |
| Pikachu                     | Ikue Ōtani           | Ikue Ōtani              | Ikue Ōtani           |
| Pikachu                     | Ikue Ōtani           | Kate Bristol (cảnh nói) |                      |
| Tiến sĩ Okido (Tiến sĩ Oak) | Unshō Ishizuka       | Carter Cathcart         | Anh Tuấn             |
| Người dẫn chuyện            | Unshō Ishizuka       | Rodger Parsons          | Tiếng Đạt            |
| Hanako (Delia Ketchum)      | Masami Toyoshima     | Sarah Natochenny        | Ngọc Quyên (?)       |
| Musashi (Jessie)            | Megumi Hayashibara   | Michele Knotz           | Huyền Chi            |
| Kojiro (James)              | Shinichiro Miki      | Carter Cathcart         | Tiến Đạt             |
| Nyasu (Meowth)              | Inuko Inuyama        | Carter Cathcart         | Anh Tuấn             |
| Y tá Joy                    | Shoko Nakagawa       | Michele Knotz           | Hoài Thương          |
| Souji (Sorrel)              | Kanata Hongō         | David Oliver Nelson     | Anh Tuấn             |
| Makoto (Verity)             | Shiori Sato          | Suzy Myers              | Hoàng Yến Chibi      |
| Bonji                       | Arata Furuta         | Mike Pollock            | Quốc Trung           |
| Cross (Tiếng Việt: Kurosu)  | Ryōta Ōsaka          | Billy Bob Thompson      | Jun Phạm             |
| Marshadow                   | Kōichi Yamadera      | Simona Berman           |                      |

## Sản xuất
Bộ phim chính thức được tiết lộ trong buổi phát sóng Oha Suta ngày 15 tháng 12 của TV Tokyo, hé lộ teaser trailer và poster của phim. Nội dung ban đầu này tiết lộ Satoshi và Pikachu cùng với Pokémon huyền thoại Ho-Oh, cho biết rằng bộ phim sẽ đóng vai trò như một phần kể lại của phần đầu tiên, khám phá một số điểm cốt truyện quan trọng của bộ truyện. Sự xuất hiện của Ho-Oh trong phim cũng là một chi tiết quan trọng đối với mạch truyện của bộ phim. Một đoạn trailer thứ hai cho bộ phim đã được tiết lộ vào buổi phát sóng ngày 1 tháng 3 của Oha Suta, tiết lộ những cảnh làm lại từ tập đầu tiên và tựa đề tiếng Anh chính thức của nó. Sau đó nó được đăng trên trang YouTube chính thức vào ngày hôm sau.
Sau đó, đoạn giới thiệu chính thức thứ hai của bộ phim, cũng giới thiệu phiên bản mới của nhạc phim mở đầu gốc ở Nhật Bản, "Mesaze Pokémon Master", đã được phát hành trước vào ngày 7 tháng 4 năm 2017. Ngày hôm sau, các nhà sản xuất đã thông báo rằng Pokémon cuối cùng hiện tại trong Pokédex, Marshadow, sẽ ra mắt trong phim cùng với một số nhân vật hoàn toàn mới khác. Vì bộ phim không phải là bản làm lại trực tiếp, nên nó tự chuyển hướng khỏi phần gốc mà nó dựa trên và có một câu chuyện gốc. Hai ngày trước khi bộ phim ra mắt, Yoshitoshi Shinomiya, người vẽ nền cho Kara no Kyōkai và Fate/stay night:Unlimited Blade Works đã phát hành một poster mới cho bộ phim.
Với việc bộ phim được xác nhận sẽ ra mắt lần đầu tại Hội chợ triển lãm Pháp Nhật Bản 2017, người hâm mộ phương Tây đã yêu cầu bộ phim được phát hành tại các rạp ở Hoa Kỳ. Điều này cuối cùng đã được xác nhận sẽ được phát hành bởi Fathom Events dưới dạng bản phát hành giới hạn trong ngày 4 và 5 tháng 11 năm 2017. Tại Úc, bộ phim cũng đã được Event Cinemas xác nhận sẽ phát hành vào ngày 11 và 12 tháng 11 năm 2017. Một số người hâm mộ cũng yêu cầu nữ diễn viên lồng tiếng Veronica Taylor diễn lại vai trò lồng tiếng tiếng Anh của Ash Ketchum (Satoshi) cho bộ phim này, nhưng sau đó người ta đã xác nhận rằng dàn diễn viên lồng tiếng hiện tại vẫn sẽ tiếp tục lồng tiêng bộ phim này. Tiêu đề của bộ phim cũng liên quan đến tập đầu tiên của anime, "Pokémon, Tớ chọn cậu!".

## Âm nhạc
Nhà soạn nhạc sê-ri thường xuyên Shinji Miyazaki đã soạn nhạc nền cho bản gốc ban đầu của phim. Bài hát mở đầu của bộ phim có tựa đề Aim to Be a Pokémon Master -20th Anniversary- (めざせポケモンマスター -20th Anniversary- Mezase Pokemon Master -20th Anniversary-) bởi Matsumoto Rika trong khi phần kết có tiêu đề Oración's Theme ~Let's Walk Together~ (オラシオンのテーマ　～共に歩こう～ Orashion no Tēma ~Tomoni Arukou~) bởi Asuca Hayashi.
Nhà soạn nhạc kỳ cựu Ed Goldfarb, cùng với các cộng tác viên thường xuyên Akhil Gopal và Kc Daugirdas, đã soạn nhạc nền mới cho bản phát hành quốc tế của bộ phim trong bản nhạc phim thứ tư của ông trong loạt phim Pokémon. Ca khúc trong bản lồng tiếng Việt chiếu rạp tại Việt Nam là "Best Friend" do Jun Phạm và Hoàng Yến Chibi trình bày.

## Phát hành
Phim được công chiếu tại Japan Expo diễn ra ở Pháp vào ngày 6 tháng 7 năm 2017, và chính thức phát hành tại các rạp ở Nhật Bản vào ngày 15 tháng 7 năm 2017. Việc đặt trước vé xem phim trước trong các khoảng thời gian giới hạn (từ ngày 19 tháng 9 đến ngày 30 tháng 10 năm 2017) cho phép khán giả nhận được mã sê-ri để có được một trong sáu Pikachu đặc biệt trong Pokémon Sun và Moon, mỗi người đội một trong những chiếc mũ đặc trưng của Satoshi trong mỗi mùa anime. Những con Pikachu này đang cầm một viên Pikashunium Z-Crystal độc quyền. Ngoài ra, cả Marshadow và Ho-Oh đều được phân phối trong quá trình phát hành bộ phim tại Nhật Bản.
Hàng hóa liên quan đến bộ phim cũng được phát hành. Bandai đã phát hành Poké Ball Breath Mint Case chính thức ở cả hai phiên bản thường và Premium-Bandai trùng với thời điểm phát hành bộ phim. Bộ đầu tiên được phát hành vào tháng 8 năm 2017, và bộ thứ hai được phát hành vào tháng 9 năm 2017, với các đơn đặt hàng trước bắt đầu từ ngày 23 tháng 4 năm 2017. Bandai cũng đã phát hành S.H. Hình ảnh Figuarts của bộ ba Satoshi và Băng Hỏa Tiễn vào tháng 7 năm 2017, trong khi Good Smile Company cũng thông báo họ sẽ phát hành Nendoroid of Ash vào tháng 12 năm 2017.
The Pokémon Company và Fathom Events rđã phát hành bộ phim, bao gồm cả phiên bản tiếng Anh của nó, tại một rạp chiếu giới hạn bên ngoài Nhật Bản vào ngày 5 tháng 11 năm 2017, và sau đó được phát sóng truyền hình trên Disney XD ở Hoa Kỳ vào ngày 25 tháng 11, trên CITV ở Vương quốc Anh vào ngày 8 tháng 12 và trên 9Go! tại Úc vào ngày 10 tháng 12. Đối với việc phát hành trên toàn thế giới của bộ phim, The Pokémon Company đã thông báo kỷ niệm chương Pikachu đặc biệt sang trọng và thẻ trò chơi giao dịch Pokémon có sẵn tại các trang web bán lẻ ở Hoa Kỳ và Canada.

### Doanh thu phòng vé
Phim đứng đầu các kỷ lục phòng vé Nhật Bản, giành vị trí đầu tiên và thu về hơn 516 triệu yên Nhật (4,61 triệu đô la Mỹ) trong hai ngày đầu tiên, đánh bại Linh hồn bạc khi ra mắt. Phim thu được 2,14 tỷ yên (19,6 triệu USD) trong tuần thứ tư và giữ vị trí thứ sáu. Trong tuần thứ năm, nó thu về 22 triệu đô la Mỹ và leo lên vị trí thứ tư trước khi bị truất ngôi bởi Transformers: Chiến binh cuối cùng.
Phim đã thu về 30.024.522 USD ở Nhật Bản, 3.559.886 USD ở Hàn Quốc, 2.401.722 USD ở Hoa Kỳ và Canada, 364.906 đô la Mỹ ở Italy and Mexico, và 1,201,371 USD  ở các lãnh thổ khác, có tổng doanh thu toàn cầu là 37.552.407 đô la Mỹ.

### Tiếp nhận quan trọng
Bộ phim nhận được đánh giá trái chiều từ các nhà phê bình. Trên Website tổng hợp kết quả đánh giá Rotten Tomatoes, bộ phim có tỷ lệ tích cực là 33% dựa trên 9 bài đánh giá, cho ra điểm đánh giá trung bình là 5,3 /10. Callum May của Anime News Network đã cho điểm tổng thể của bộ phim là A, gọi bộ phim là "bộ phim Pokémon dành cho những người hâm mộ Pokémon cổ điển" và nói thêm: "Trong khi nó giới thiệu các Pokémon mới từ Sun và Moon như Lugarugan và Gaogaen, nhiều câu chuyện và tham khảo từ bộ truyện 20 năm trước, được tái sử dụng thành những cuộc gặp gỡ xúc động hơn nhiều". Anh khen bộ phim có câu chuyện mạnh mẽ hơn các phim khác trong loạt phim, nhưng chỉ trích tính cách của Souji và Makoto, gọi họ "giống như những người chứng kiến câu chuyện của người khác, và những nỗ lực tạo hậu cảnh cho họ hoàn toàn không được xây dựng". Brian Costello của Common Sense Media đã cho bộ phim điểm 2 trên 5, bình luận rằng: "Pokémon the Movie: Tớ chọn cậu tốt cho người hâm mộ Pokemon hoặc những người biết đủ về Pokemon để hiểu các cảnh chiến đấu và đã biết và đủ quan tâm đến các nhân vật để hiểu đầy đủ những gì đang bị đe dọa".

### Đón nhận từ khán giả
Một số người hâm mộ lâu năm của anime bày tỏ sự chỉ trích tiêu cực về bộ phim trên các phương tiện truyền thông mạng xã hội do việc loại bỏ Misty và Brock để ủng hộ hai người bạn đồng hành mới, nói rằng "Gần như Brock (Takeshi) và Misty (Kasumi) chưa từng tồn tại". Chi tiết Pikachu thực sự nói tiếng người cũng bị chỉ trích. Như đã thể hiện trong buổi chiếu đầu tiên của bộ phim tại Japan Expo 2017, hầu hết các nhân vật chính trong sáu loạt phim đầu tiên đều chỉ là vai khách mời trong phim, gây ra một số chỉ trích gay gắt từ những người hâm mộ lớn tuổi.

## Phát hành gia đình
Theo Oricon, khảo sát doanh số hàng loạt phim hoạt hình bán chạy nhất ở Nhật Bản trên Blu-ray/DVD từ ngày 11 tháng 12 năm 2017 đến ngày 10 tháng 6 năm 2018 xếp hạng Pokémon the Movie: Tớ chọn cậu là bộ anime bán chạy thứ 29 với 24,976 bản đã được bán ra.

## Phần tiếp theo
Bộ phim thứ hai trong sự liên tục thay thế này, có tiêu đề Pokémon the Movie: Sức mạnh của chúng ta, được hoạt hình bởi OLM, Inc. và Wit Studio, và được phát hành tại các rạp ở Nhật Bản vào ngày 13 tháng 7 năm 2018. Bộ phim thứ ba trong chuỗi liên tục thay thế này, có tiêu dề Pokémon – Phim Điện Ảnh: Bí Mật Rừng Rậm được công chiếu tại các rạp ở Nhật Bản vào ngày 25 tháng 12 năm 2020.